# Liambir
Liambir (en russe : Ля́мбирь, en erzya : Лямбирь, en tatar : Ләмбрә) est un village de Mordovie en Russie. C'est le siège administratif du raïon de Liambir et de l'établissement rural du même nom qui comprend deux localités : Liambir et Tcheremichevo. 

## Géographie
Le village se trouve au bord de la rivière Liambirka (ru) à 11 km à vol d'oiseau et à 15 km par la route de Saransk, la capitale de la Mordovie.
Il se trouve à proximité de la route R-158 (ru) Saransk-Nijni Novgorod. La température moyenne est de -10,4°С en janvier et de +19,6°С en juillet.

## Histoire
Ce village a été fondé en 1642 par des Tatars de Temnikov arrivés pour construire la forteresse de Saransk. Son nom provient des mots erzyas Lamar, Liomzior, ce qui signifie « cerisier des oiseaux ». Les habitants du village étaient obligés d'informer la garnison de la forteresse d'Atemar de l'approche de l'ennemi. Il faisait partie dès 1801 du gouvernement de Penza et était le siège d'une volost.
Liambir dispose en 1905 d'une école élémentaire et de quatre mosquées. Le kolkhoze « La Victoire » est formé en 1930, puis en 1997 une société agricole privée du nom de « Niva ».
Le village devient le siège administratif du raïon (arrondissement) de Liambir en 1933.

## Population
- 1959 : 2687 habitants[3]
- 1970 : 3625 habitants[4]
- 1979 : 4805 habitants[5]
- 1989 : 8389 habitants[6]
- 2002 : 8467 habitants[7]
- 2010 : 8457 habitants[8]
- 2021 : 8346 habitants[9]

## Infrastructures
Liambir dispose de deux écoles primaires et secondaires, d'une maison de la culture, d'une polyclinique d'arrondissement, d'un tribunal d'arrondissement, d'une succursale de la Poste de Russie (en), de la Sberbank et de diverses administrations.

## Monuments
Liambir abrite une statue de Lénine, un monument aux morts de la Grande Guerre patriotique et une mosquée. 